# Chlorochlamys fletcheraria
Chlorochlamys fletcheraria är en fjärilsart som beskrevs av Sperry 1949. Chlorochlamys fletcheraria ingår i släktet Chlorochlamys och familjen mätare. Inga underarter finns listade i Catalogue of Life.